# HD182865
HD182865 — хімічно пекулярна зоря спектрального класу B8, що має видиму зоряну величину в смузі V приблизно  7,4.
Вона  розташована на відстані близько 1941,4 світлових років від Сонця.

## Фізичні характеристики
Телескоп Гіппаркос зареєстрував фотометричну змінність  даної зорі з періодом    6,42 доби в межах від  Hmin= 7,43 до  Hmax= 7,38.